# Phare de Ragged Point
Le phare de Ragged Point (en anglais : Ragged Point Lighthouse) est un phare actif situé sur Ragged Point (ceb), dans la paroisse de Saint-Philip au sud-est de la Barbade.

## Histoire
Ce phare, mis en service en 1875, se situe sur une falaise à environ 2 km au nord-ouest de l'extrémité est de l'île. Il a été désactivé en temporairement en 2007 et sa caractéristique était d'un clignotement blanc toutes les 15 secondes, avec une portée focale de 21 milles nautiques (environ 39 km). Les quartiers des gardiens et les autres bâtiments techniques sont abandonnés et en ruines.
En 2011, l'activité du phare a repris avec un feu rouge continu. Il a été restauré en 2018  pour servir d'attraction touristique.

## Description
Le phare  est une tour cylindrique en pierre, avec une galerie et une lanterne de 29,5 m de haut. La tour est peinte en blanc et la lanterne est noire. Son feu fixe émet, à une hauteur focale de 65 m, une lumière rouge continue. Sa portée est de 3 milles nautiques (environ 5.5 km).
Identifiant : ARLHS : BAR-003 - Amirauté : J5804 - NGA : 110-15096 .
|              |
| Ragged Point |

|          |
| Le phare |

### Lien connexe
- Liste des phares de la Barbade